# Базил Поледорис
Василис Константинос Поледорис (грч. Βασίλης Πολυδούρης; Канзас Сити, 21. август 1945 — Лос Анђелес, 8. новембар 2006), познат као Базил Поледорис, био је амерички композитор грчког порекла.
Најпознатији је по раду у филмовима попут Конан варварин (1982), Робокап (1987) и Лов на Црвени октобар (1990). Поледорис је освојио Еми награду 1989. године.

## Живот и каријера
Рођен је у Канзас Ситију, Мисури. Са седам година, Поледорис је ишао на часове клавира, а после средње школе, уписао се на Универзитет Јужне Калифорније. На универзитету, упознаје режисере Џона Милијуса и Рандала Клајзера, са којима касније сарађује као композитор филмске музике. Године 1985, Поледорис је написао музику за филм Flesh and Blood  холандског редитеља Паула Верховена.
Постао је познат по свом снажно епском стилу и оркестарским композицијама. Урадио је музику за познате филмове Плава лагуна (1980, режија: Клајзер); Конан варварин (1982, режија: Милијус) Конан уништитељ (1984); Црвена зора (1984, режија: Милијус), Робокап (1987, режија: Верховен) Лов на Црвени октобар (1990) и други.
Многи сматрају да је музика у филму Конан варварин, најбоља филмска музика која је икада написана у историји.
Године 1996, компоновао је нумеру The Tradition of the Games за церемонију отварања Олимпијаде у Атланти.
Поледорис је био у браку са Боби од 1969, имају две кћерке, Зое и Алексис. Његова старија ћерка, Зое Поледорис је глумица и филмски композитор, а повремено је сарађивала са оцем у компоновању музике. Последње четири године свог живота провео је на острву Васхон, у држави Вашингтон. Умро је 8. новембра 2006, у Лос Анђелесу, у 61 години од рака.